# Australian War Memorial

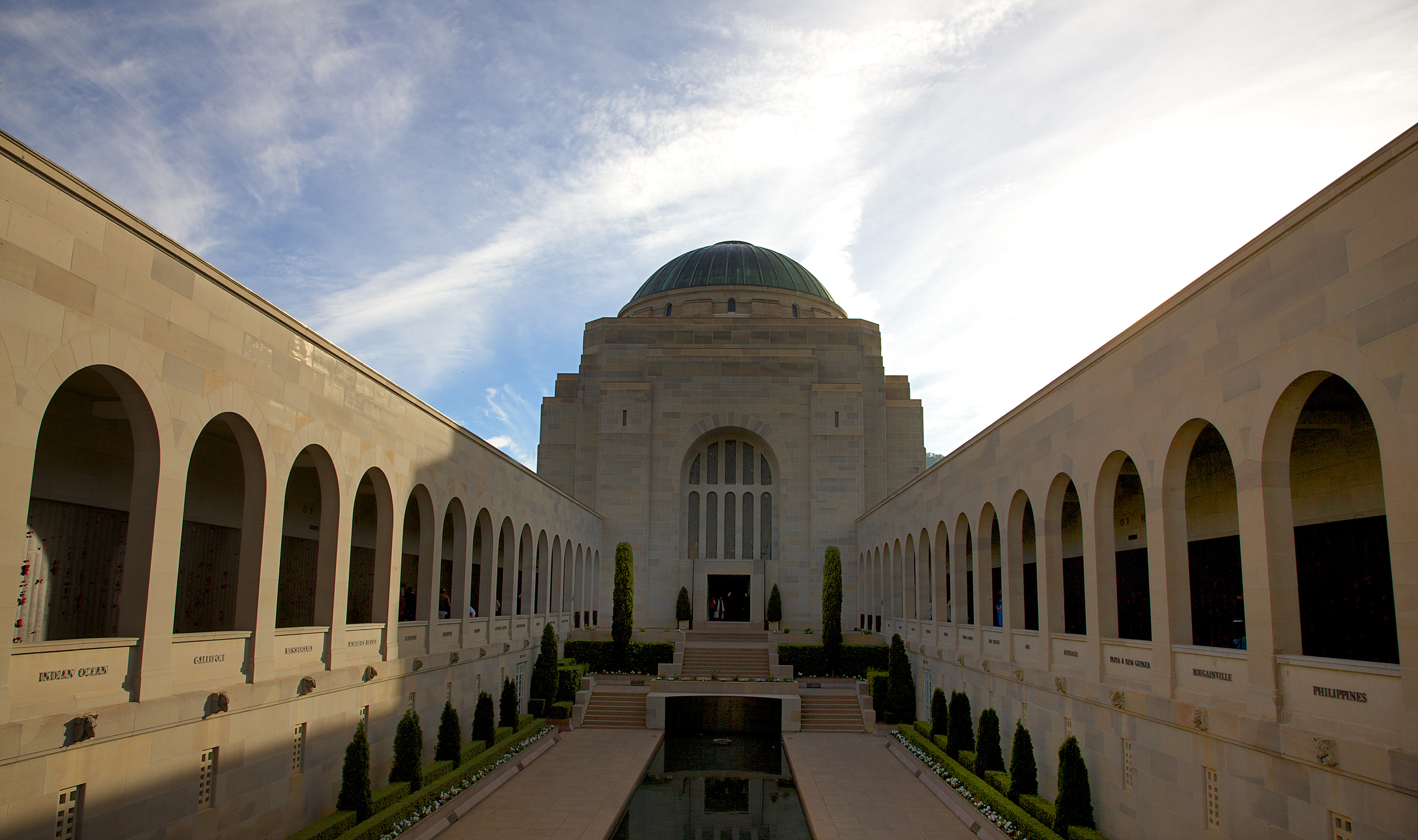
Wnętrze Australian War Memorial

Australian War Memorial – australijski pomnik-muzeum, którego głównym zadaniem jest przypominanie współczesnym Australijczykom dokonań ich sił zbrojnych w wojnach toczonych z udziałem Związku Australijskiego. Główną część budowli zajmuje muzeum wojska. Australian War Memorial został odsłonięty/otwarty w 1941 roku i jest uznawany za jeden z najważniejszych tego typu obiektów na świecie.
Memorial znajduje się w stolicy Australii, Canberze, na północnym krańcu głównej osi widokowej biegnącej od gmachu parlamentu, poprzez szczyt Wzgórza Ainslie. Punktów tych nie łączy ciągły szlak komunikacyjny, ale z gmachu parlamentu dobrze widoczny jest War Memorial, a z frontowych schodów War Memorial − parlament.
Australian War Memorial składa się z trzech elementów: Miejsca Pamięci (świątynia) z Grobem Nieznanego Żołnierza, Galerii (muzeum) i Centrum Badań. Na zewnątrz znajduje się tzw. Ogród Rzeźb. Memorial jest otwarty codziennie od godz. 10 do 17, a zamknięty jedynie w Dzień Bożego Narodzenia.
Australian War Memorial co roku 25 kwietnia organizuje obchody Anzac Day.

## Historia

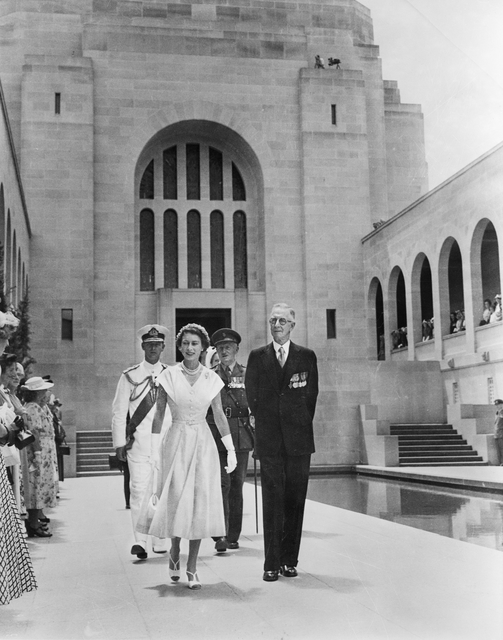
Królowa Elżbieta II zwiedza War Memorial 16 lutego 1954

Historyk Charles Bean, kronikarz udziału Australijczyków w I wojnie światowej, wpadł na pomysł stworzenia pomnika/muzeum dla upamiętnienia żołnierzy australijskich w roku 1916, gdy obserwował ich zmagania na polach bitew we Francji. W maju 1917 roku powstało Australijskie Archiwum Wojenne, które miało zapewnić zachowanie dokumentów związanych z toczącymi się działaniami bojowymi. Dokumenty i pamiątki były wystawiane początkowo w Melbourne, a następnie w Canberze.
Rozpisany w roku 1927 konkurs na projekt architektoniczny nie przyniósł rozwiązania, jednak zachęcił dwóch jego uczestników, architektów z Sydney - Emila Sodersteena i Johna Crusta − do przedstawienia wspólnego projektu. Ograniczony budżet oraz efekty kryzysu ograniczyły rozmiary projektu.
Budowla została ukończona w roku 1941, w trakcie zmagań na frontach II wojny światowej. Oficjalnego odsłonięcia dokonał 11 listopada 1941 roku ówczesny gubernator generalny Lord Gowrie, sam będący żołnierzem i kawalerem Krzyża Wiktorii. Pomnik miał upamiętniać żołnierzy z okresu I wojny światowej, jednak w 1941 roku rząd podjął decyzję o rozszerzeniu Memorialu o pamiątki z okresu II wojny światowej, a w 1952 roku rozszerzono na wszystkie wojny w której uczestniczyli żołnierze australijscy.